# تپه قانلی بلاغ
تپه قانلی بلاغ مربوط به سده‌های اولیه دوران‌های تاریخی پس از اسلام است و در شهرستان زنجان، بخش مرکزی، روستای سقل طولی واقع شده و این اثر در تاریخ ۱ مهر ۱۳۸۲ با شمارهٔ ثبت ۱۰۳۵۱ به‌عنوان یکی از آثار ملی ایران به ثبت رسیده است.